# Luis Hernández-Pinzón Álvarez
Luis Hernández-Pinzón y Álvarez de Vides (Moguer (Huelva), 23 de diciembre de 1816 - ibídem, 22 de febrero de 1891),  fue el vigésimo octavo Capitán General y Almirante de la Real Armada Española en la época de Isabel II, dirigió la escuadra del Pacífico en la guerra hispano-sudamericana. Desciende de Martín Alonso Pinzón, codescubridor de América, formando parte del Linaje Hernández-Pinzón.

## Biografía
Luis Hernández-Pinzón y Álvarez de Vides nació el 23 de diciembre de 1816 en la casa familiar de Moguer. Fue el menor de cinco hermanos del matrimonio Luis Hernández-Pinzón Prieto y María Teresa Álvarez de Vides. Su abuelo José Hernández Pinzón Benítez, Alférez Mayor y Regidor Perpetuo de la Ciudad de Moguer, obtuvo el Real Privilegio de Hidalguía y el reconocimiento oficial de ser descendiente de los descubridores de América, en 1777. Este a su vez, según queda recogido en el “Libro que contiene las probanzas de la genealogía del apellido "Hernández-Pinzón" y entronque con Martín Alonso” de 1777 y en diversos estudios de posteriores, descendía del matrimonio entre Diego Hernández Colmenero y Catalina Pinzón Álvarez, hija esta de Martín Alonso Pinzón y María Álvarez.
En el transcurso del reinado de Isabel II, fue diputado a Cortes por varios distritos, y en casi todas las legislaturas, siendo al final senador  por derecho propio al ser ascendido a Almirante.
Ejerció el cargo de presidente de la Comisión de Marina en Londres; segundo jefe del Apostadero de La Habana; vocal del Supremo de Guerra y Marina; presidente de la Junta Superior Consultiva de la Armada; presidente del Centro Técnico de la Armada; presidente del Consejo de Enganches y Redenciones, y capitán general del Departamento de Cádiz.
Cuando se celebraron en Huelva las solemnes fiestas del cuarto centenario del Descubrimiento de América, tuvo un papel relevante en la organización del mismo. Participó activamente en la organización de los actos conmemorativos, logrando la visita de diversas personalidas a la Provincia de Huelva y que asistieran buques de muy diversos países. Fue socio fundador y presidente, de la Real Sociedad Colombina Onubense, que le homenajeó con el develado de una placa en homenaje póstumo, entre las actividades celebradas en el IV Centenario.
Falleció en su pueblo natal de Moguer el 22 de febrero de 1891. Fue un destacado miembro del Linaje Hernández-Pinzón.
Luis Hernández-Pinzón se distinguió en cuantas acciones de guerra pudo estar presente, por su esfuerzo personal y valor rayando en la temeridad. Pero el cargo que más ilustró su nombre fue el mando de la escuadra del Pacífico entre 1862 y 1865, donde se nos presenta como consumado hombre de mar y de guerra, rodeado de todos los prestigios que despertaba la figura de un hombre de 40 años, dotado de sus cualidades, el cual, en más de una ocasión, resolvió situaciones difíciles por el solo imperio de su presencia.

## Carrera militar
En 1833, sentó plaza de guardiamarina en la compañía del Departamento de Cádiz. En la Primera Guerra Carlista, al mando de una escuadrilla se apoderó de las islas Medas, Rosas y Cadaqués, haciéndose con numerosos prisioneros, a los que les apresó numerosas piezas de artillería y más de quince mil fusiles.

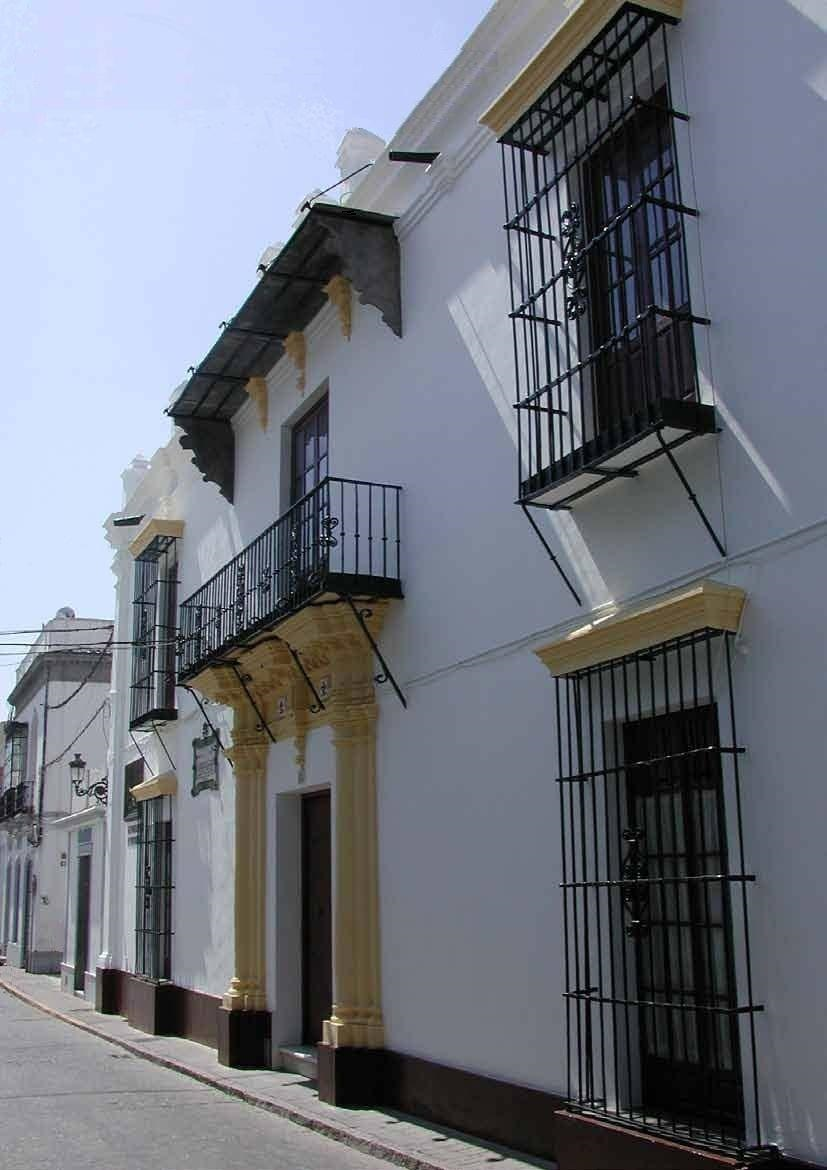
Casa del Almirante en Moguer (Huelva).

Al mando del vapor Isabel II, cuando se declaró la rebelión de Levante, bloqueó la ciudad y puerto de Alicante, teniendo que batirse con la artillería del castillo de Santa Bárbara. Apresó al falucho África y después de un duro combate, puso en fuga a los buques Plutón y Proserpina, que estaban tripulados por rebeldes.
El 9 de julio de 1836, fue ascendido a alférez de navío por méritos de guerra, al ser su comportamiento muy valeroso en la toma de Pasajes.
Participó también en el ataque a Fuenterrabía, en el que fue herido. Una vez recuperado, entró de nuevo en combate en la Batalla de Luchana, el 24 de diciembre de 1836. En este combate tenía el mando de la lancha Constitución, siendo la primera que llegó al puente después de un sangriento combate.
Entre 1839 y 1842 estuvo al mando del vapor Mazeppa. Sus méritos le hicieron ganar la antigüedad en su empleo, la Cruz de San Fernando y el grado de capitán de Infantería de marina.
En 1842, fue ascendido a teniente de navío. En agosto de 1843, se le volvió a ascender a capitán de fragata, cuando se encontraba en la ciudad de Barcelona durante la primera guerra carlista, al mando de una escuadrilla se apoderó de las islas Medas, Rosas y Cadaqués, con todo esto realizó numerosos prisioneros, capturando al mismo tiempo numerosas piezas de artillería y más de quince mil fusiles.
Se le otorgó el mando del vapor Isabel II, cuando se declaró la rebelión de Levante bloqueó la ciudad y puerto de Alicante, teniendo que batirse con la artillería del castillo de Santa Bárbara, apresó al falucho África, pocos días después se enfrentó a los buques Plutón y Proserpina, a los que batió y puso en fuga, por esta muestra de valor, el 4 de noviembre se le nombró coronel de Infantería de marina. 
En 1846 se le otorgó el mando de la corbeta Colón, y el 14 de julio de 1847, fue ascendido al grado de brigadier del cuerpo de Infantería de Marina.
El 1 de abril de 1850, ascendió a capitán de navío; el 3 de marzo de 1851, se le otorgó el grado de brigadier numerario; el 30 de mayo de 1860, fue ascendido a jefe de escuadra, al firmase el tratado de Wad-Ras poniendo fin a la guerra de África transportó al Sultán Muley Abbas a Tánger; y el 11 de octubre de 1868, se le otorgó el grado de teniente general.
En 1862 se le nombró comandante general de la escuadra del Pacífico, y al mando de las fragatas de hélice Resolución y Nuestra Señora Del Triunfo se desplazó hasta aquellas aguas, donde se apoderó de las islas Chincha. Al producirse el incendio de la Triunfo, sólo con la fragata Resolución y la corbeta Vencedora se atrevió a desafiar a las escuadras de Chile y Perú reunidas. Cuando dejó el mando de esta escuadra en manos del contralmirante José Manuel Pareja, se dirigió a España en un atrevido viaje a través del istmo de Panamá, atravesando repúblicas enemigas que habían puesto precio a su cabeza.
A su regreso fue nombrado presidente de la Comisión de marina en Londres, pasó como segundo jefe del apostadero de La Habana a la isla de Cuba, a su regreso fue nombrado vocal del Supremo de Guerra y Marina. Mientras fue diputado a Cortes en varias legislaturas.
No intervino en la revolución del 68, aun así el nuevo Gobierno por Real decreto del 11 de octubre de 1868 le otorgó el grado de teniente general, siendo nombrado presidente de la Junta Superior Consultiva de la Armada; presidente del Centro Técnico de la Armada; presidente del Consejo de Enganches y Redenciones y capitán general del Departamento de Cádiz.
Ocupando este cargo comenzó a prepararse el evento de la celebración del IV Centenario del descubrimiento de América, como descendiente directo de los hermanos Pinzón personalmente no era una cuestión baladí y aunque no pudo llegar a ver la celebración fue el alma, logrando fuera un evento que pasara a la historia, por sus grandes concentraciones navales y otros actos muy dignos en aquellas fechas.

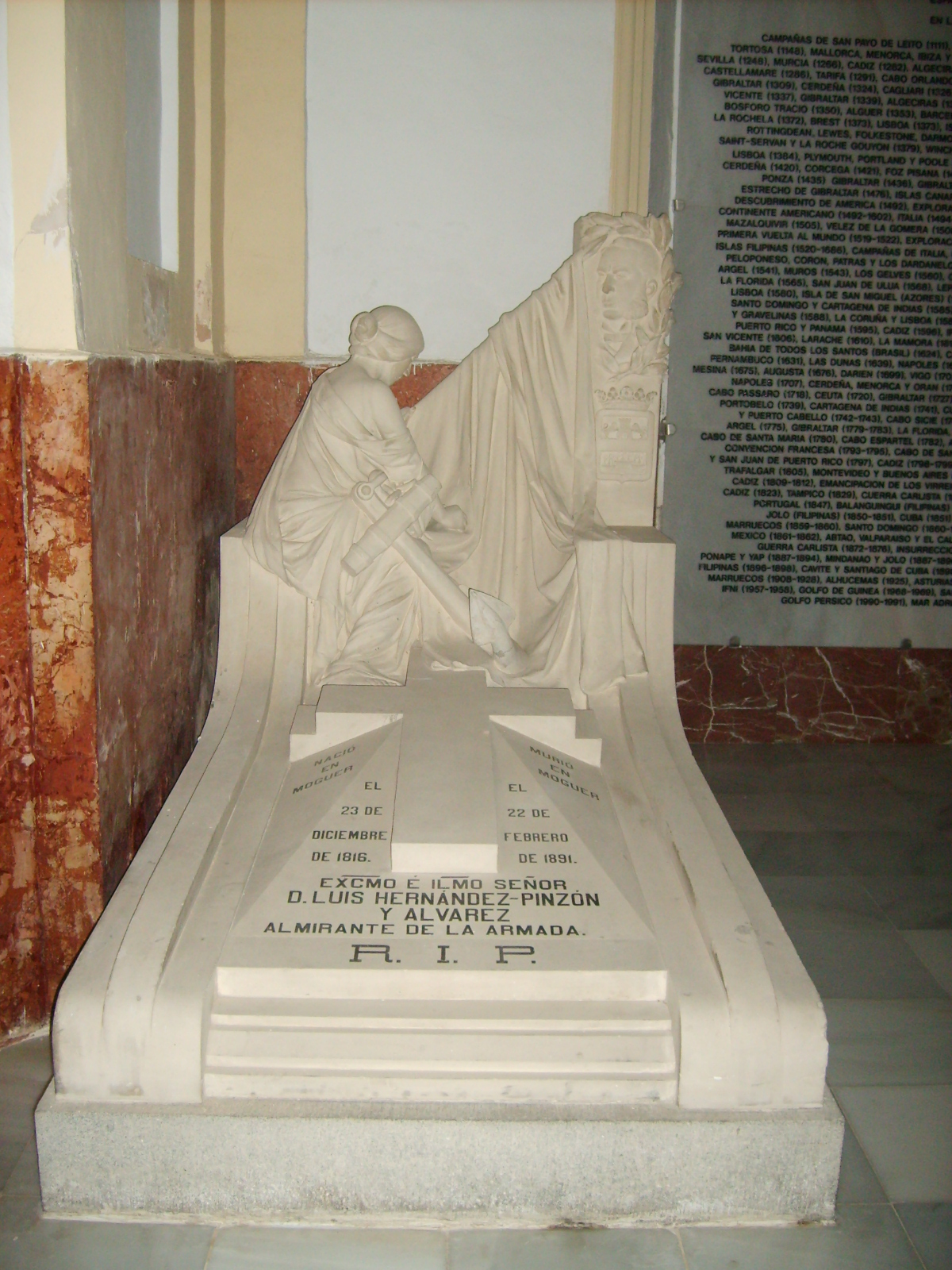
Tumba del Almirante en el Panteón de Marinos Ilustres (San Fernando).

El 18 de abril de 1881, ascendió a la más alta distinción de la Real Armada, Almirante, que en esos momentos era el equivalente a Capitán General de la Real Armada y con ello a Senador del Reino.
El Almirante Hernández-Pinzón vivió en una época de las más funestas y trágicas de la historia de España, la Patria ensangrentada por varias guerras civiles, África, Cochinchina, problema con Alemania sobre las islas Carolinas, pronunciamientos, sublevaciones y calamidades de todo género. Defendiendo los intereses siempre de España, se distinguió en cuantas acciones de guerra pudo estar presente, por su esfuerzo personal y valor rayando la temeridad.
Pero el cargo que más ilustró su nombre, fue el mando de la escuadra del Pacífico entre 1862 y 1865, donde se nos presenta como consumado hombre de mar y de guerra, rodeado de todos los prestigios que despertaba la figura de un hombre de cuarenta años, dotado de unas especiales cualidades, el cual, en más de una ocasión, resolvió situaciones difíciles por el solo imperio de su presencia.
Sus condecoraciones españolas y extranjeras eran numerosas, entre otras: Bandas y Placas de las Grandes Cruces de la Real y Muy Distinguida Orden Española de Carlos III, de la Real Orden Americana de Isabel la Católica, de la Real y Militar Orden de San Hermenegildo y de la Orden del Mérito Naval con distintivo blanco.
Algunos años después de su fallecimiento, con el decreto del 30 de junio de 1911, el Gobierno español determinó trasladar sus restos al Panteón de Marinos Ilustres en San Fernando (Cádiz), el 8 de agosto del mismo año, en el lugar donde hoy reposan bajo un sencillo y elegante mausoleo, cuya leyenda dice lo siguiente:

Excmo. e Ilmo. Señor Don Luis Hernández-Pinzón y Álvarez

Almirante de la Armada

Nació en Moguer el 23 de diciembre de 1816

Murió en Moguer el 22 de febrero de 1891

R. I. P.

## Condecoraciones
Recibió numerosas condecoraciones españolas y extranjeras:
- Caballero gran cruz de la Orden de Carlos III.
- Caballero gran cruz de la Orden de Isabel la Católica.
- Caballero gran cruz de la Orden de San Hermenegildo.
- Gran cruz de la Orden del Mérito Naval con distintivo blanco.